# تاكوما هاماساكي
تاكوما هاماساكي (باليابانية: 浜崎 拓磨) (17 فبراير 1993 في أوساكا في اليابان – )؛ هو لاعب كرة قدم كان يلعب كمدافع.

## وصلات خارجية
- تاكوما هاماساكي على موقع رابطة كرة القدم اليابانية للمحترفين (اليابانية)
- تاكوما هاماساكي على موقع قاعدة بيانات كرة القدم.إي يو (الإنجليزية)
- تاكوما هاماساكي على موقع Soccerway.com (الإنجليزية)
- تاكوما هاماساكي على موقع عالم كرة القدم.نت (الإنجليزية)